# Tiago Santineli
Tiago José dos Santos (Brasília, 1 de abril de 1992) conhecido pelo pseudônimo Tiago Santineli é um comediante, youtuber e roteirista brasileiro que tornou-se conhecido nacionalmente por seus vídeos de humor ácido e crítica política. Atualmente se considera militante da esquerda comunista e ex-comediante.

## Biografia
Tiago nasceu em Samambaia, Distrito Federal, no dia 1º de abril de 1992, conhecido como dia da mentira, em uma família religiosa, sendo filho de pastor evangélico da Assembleia de Deus. O humorista estudou e se tornou bacharel em direito, mas não seguiu profissionalmente na área jurídica e não se tornou advogado. É crítico ferrenho de Jair Bolsonaro, atualmente mora em São Paulo é diagnosticado com TDAH, autismo nível 1 de suporte e já passou por um episódio severo de depressão.
Atualmente Santineli é filiado ao Unidade Popular pelo Socialismo (UP) desde 2024.

## Carreira
Em 2017 o youtuber iniciou a carreira na comédia fazendo shows de comédia stand-up. Na região de Brasília ganhou destaque apresentando-se nas maiores casas de shows da cidade. Seu show foi contratado por várias instituições, públicas e privadas na capital, como o Superior Tribunal de Justiça, Banco do Brasil, Caixa Econômica Federal e Hospital Daher. Fora dos palcos roteirizou, dirigiu e apresentou o programa de comédia semanal Se Pá Brasília na TV Movimento, que foi destaque na audiência durante seu período de exibição. Em 2018, como roteirista, escreveu peças publicitárias para o programa "Educação Livre" do Ministério da Educação. Tiago já escreveu para programas da TNT e foi um dos roteiristas do Jornal de Casa, do comediante Victor Camejo.

Santineli passou a se destacar nas redes sociais com vídeos de reação (react) sobre personalidades políticas, religiosas e outras celebridades da internet. Em 2022 o youtuber rebateu uma fala de André Valadão que havia dito que Jesus andaria armado em meio a um conflito, pedindo aos crentes que enviem por correio para ele, a Bíblia que leram, pois "na (Bíblia) que eu li, Jesus era meio contra a guerra, tanto que se referem a ele como príncipe da paz, na Bíblia que eu li ele foi atacado por soltado e sabe o que ele fez: Nada".

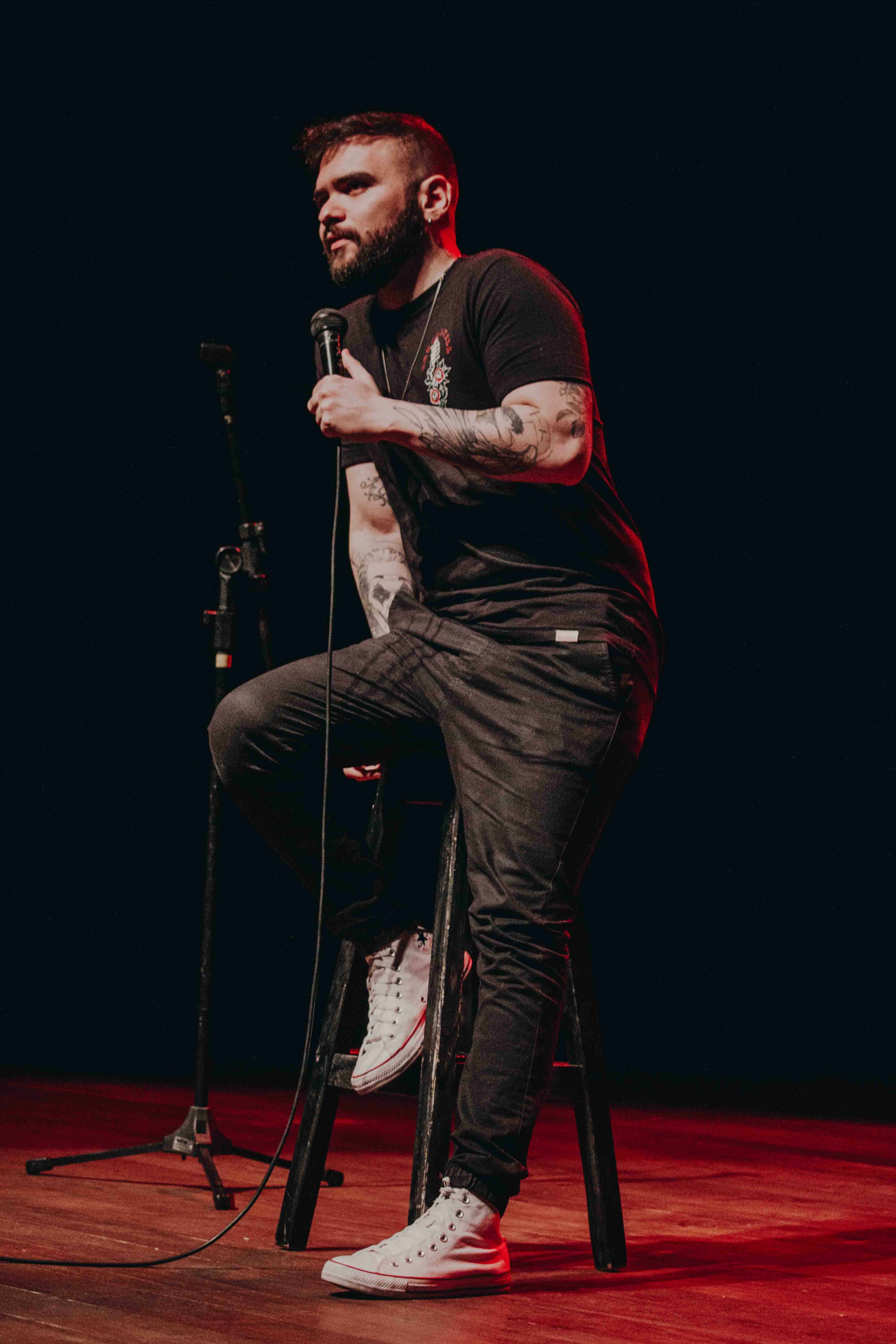
Tiago Santineli em um show de stand-up em 2023.

Um cartaz, no Teatro Oficina do Estudante Iguatemi Campinas, de um show de Tiago, causou polêmica em fevereiro de 2023 após o vereador Nelson Hossri ter acionado a polícia após uma imagem semelhante, segundo ele, a uma suástica nazista. Em resposta, o humorista afirmou à reportagem que o cartaz tinha um sentido totalmente oposto a divulgação do nazismo, como uma obra artística de crítica, e que o vereador teria se incomodado com a representação de bolsonaristas no cartaz. O vereador, ao ser questionado, afirmou que seu incômodo era apenas com a imagem da suástica.
Em fevereiro de 2023, o humorista Tiago Santinelli publicou um vídeo intitulado "React – Metaforando é farsa", no qual criticava o conteúdo produzido por Vitor Santos, criador do canal Metaforando. No vídeo, Santinelli questionava a validade científica das análises de microexpressões faciais apresentadas por Santos, classificando-as como pseudociência, e fazia comentários humorísticos sobre apresentações anteriores do youtuber.
Em resposta, Vitor Santos enviou uma intimação extrajudicial solicitando a remoção do vídeo e alegando danos à sua imagem. A Justiça determinou que o vídeo fosse bloqueado para visualização no Brasil, com possibilidade de multa ao Google em caso de descumprimento.
Em abril de 2023 Santineli anunciou o cancelamento um show que ocorreria em Sorocaba, no interior de São Paulo, pois um grupo de bolsonaristas ameaçaram atear fogo ao hotel onde se apresentaria.
No dia 24 de julho de 2023 o humorista lançou um trailer para seu especial de comédia intitulado Antipatriota, parodiando o filme Bastardos Inglórios, com piadas sobre meritocracia, morte de Olavo de Carvalho e foi simulado o assassinato de um sósia do Luciano Hang, empresário brasileiro dono da rede de lojas Havan, com a participação do rapper Djonga. Após a divulgação desse trailer, Santineli foi acusado de aumentar a polarização política, recebeu ameaças de morte e foi até mesmo fotografado saindo de casa por alguém que queria intimidá-lo. O próprio Luciano se pronunciou dizendo que são "imagens horríveis, chocantes e brutais". Usuários das redes também expuseram postagens antigas de Santineli no então Twitter que seriam racistas e xenófobas. A revista VEJA noticiou que humorista foi criticado publicamente por Eduardo Bolsonaro. O jornal Estado de Minas noticiou que Santineli afirmou estar sendo processado pelo Partido Liberal e pelo Movimento Brasil Livre por conta do vídeo. O deputado federal Nikolas Ferreira esbravejou contra o humorista em uma sessão na Câmara dos Deputados após o vídeo, que também o satirizou como "Nikole" pelo episódio de transfobia que protagonizou no dia da mulher.

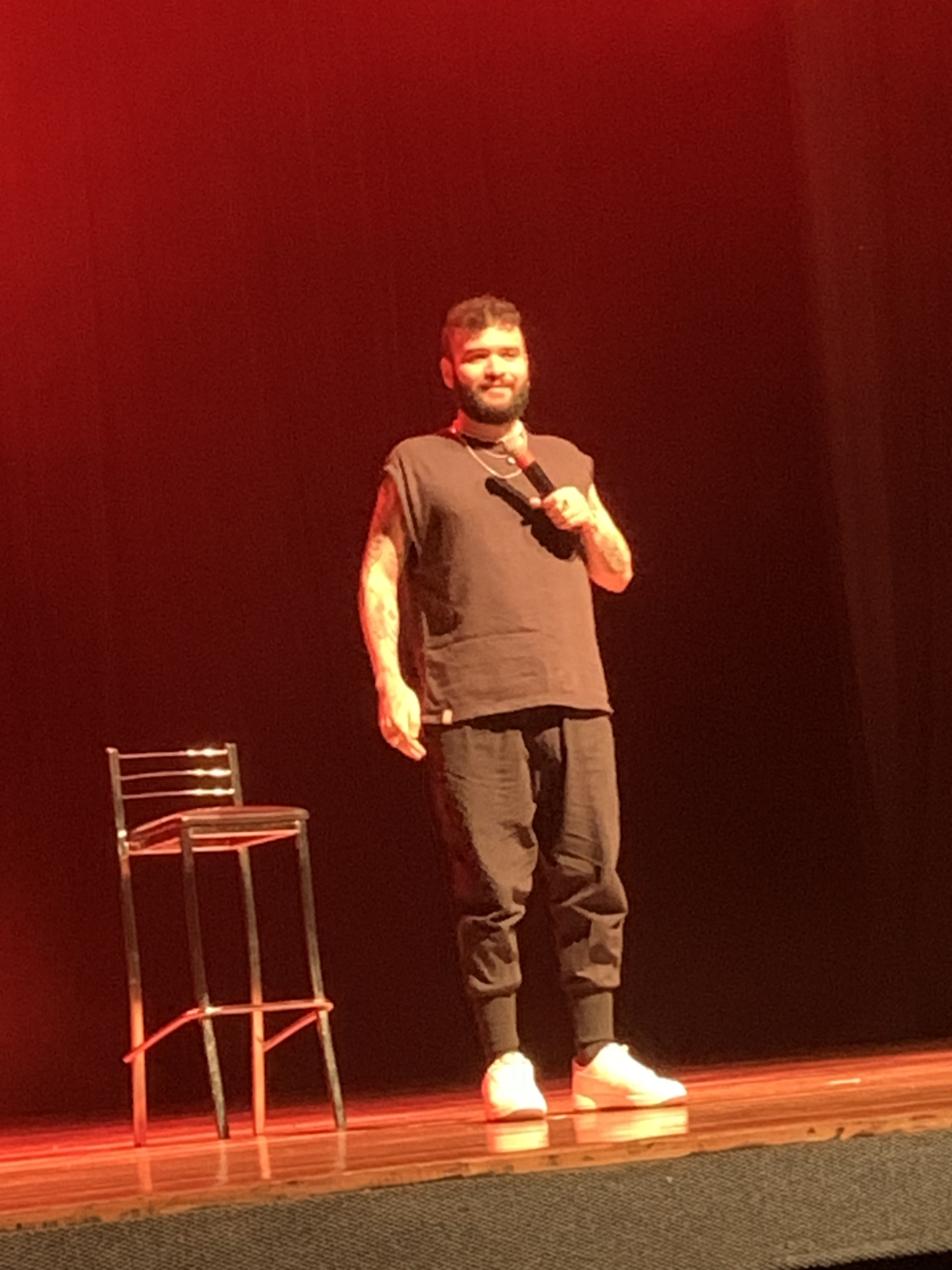
Tiago Santineli em um show de stand-up na cidade de Goiânia, em 2025.

Em fevereiro de 2024, o humorista participou de um ato convocado pelo ex-presidente Jair Bolsonaro na Avenida Paulista, infiltrado usando uma camiseta verde, óculos de sol e máscara, chegando até mesmo a "fazer o L".
Em março de 2024, Tiago Santineli foi protagonista de um incidente nos bastidores da comédia stand-up. Durante um espetáculo especial em São Paulo em homenagem ao Dia Internacional das Mulheres, no qual Santineli atuava como host e cedia o palco para várias humoristas mulheres, dois comediantes homens que estavam plateia, Abner Dantas e Cássius Ogro, subiram de surpresa ao palco vestidos com fantasias (e interromperam a apresentação, tentando fazer piadas fora de contextor. A invasão foi mal recebida: Santineli interveio e expulsou os dois do teatro, sob aplausos do público. Nas redes sociais, ele referiu-se aos invasores como “dois patetas que vieram atrapalhar o show das minas”, criticando a atitude desrespeitosa deles. A dupla expulsa já era conhecida por piadas de teor transfóbico e capacitista no passado.
Em 2025 fez shows em Portugal, no Porto e em Lisboa. Neste ano, teve múltiplos embates com o deputado federal Nikolas Ferreira, em um deles foi ameaçado de ação judicial criminal após críticas que Santineli fez a seu pai.

### Metaforando
Em 2023 Santineli envolveu-se em uma polêmica dentro da comunidade de youtubers. Ele publicou um vídeo intitulado "REACT – Metaforando é farsa!", no qual criticava abertamente o analista de linguagem corporal Vitor Santos, conhecido pelo canal Metaforando. No vídeo, Tiago acusava as técnicas de "leitura de microexpressões" de Vitor de serem pseudociência e chegou a ridicularizar uma antiga performance de stand-up do analista. O criador do canal reagiu judicialmente: em fevereiro de 2023, enviou uma notificação extrajudicial exigindo a remoção do conteúdo e ingressou com um pedido de mandado judicial para tirar o vídeo do ar no Brasil. Uma liminar chegou a ser concedida, levando o YouTube a bloquear o vídeo temporariamente. Santineli, contudo, tornou pública a tentativa de censura, divulgando em suas redes sociais trechos da notificação e chamando Vitor de "covarde" por tentar silenciá-lo judicialmente. O caso acabou sofrendo do efeito Streisand, pois o vídeo foi espelhado por diversas pessoas e canais após o bloqueio. A controvérsia repercutiu entre criadores de conteúdo e levantou discussões sobre liberdade de expressão versus difamação na internet. Santineli produziu novos conteúdos satirizando a situação. No fim a ação não prosperou nos tribunais, o processo foi considerado improcedente e Vitor acabou condenado a arcar com custas e honorários.

## Filmografia

### Internet
| Ano           | Título            | Cargo        | Plataforma |
| ------------- | ----------------- | ------------ | ---------- |
| 2021–presente | Tiago Santineli   | Apresentador | YouTube    |
| 2023–presente | Tiago André Show! | Apresentador | YouTube    |
| 2023–presente | Bluecast          | Apresentador | YouTube    |

## Stand-up
| Ano        | Título         | Papel       | Ref    |
| ---------- | -------------- | ----------- | ------ |
| 2017–2024  | Pai da Mentira | "Ele mesmo" | [ 40 ] |
| 2023       | Antipatriota   | "Ele mesmo" | [ 33 ] |
| 2025-atual | Anticristo     | "Ele mesmo" |        |